# Victor Guérin
Pour les articles homonymes, voir Guérin et Victor Guerin.
Victor Guérin (né le 15 septembre 1821 à Paris et mort le 21 septembre 1890 à La Genevraye) est un universitaire français, archéologue et géographe, qui conduisit quelques missions scientifiques en Afrique et au Proche-Orient.

## Biographie
Diplômé de l'École normale en 1840, il est d'abord professeur de rhétorique pendant une dizaine d'années dans plusieurs collèges et lycées, notamment au lycée d'Alger en 1850. Victor Guérin a l'occasion dès cette époque, en parcourant et en étudiant l'Algérie, de faire connaissance avec les Arabes, les Maures et les Berbères. Il entretient dans ses rapports avec eux un respect mutuel sans renoncer à ses propres convictions catholiques : 
« Je me suis aperçu tout de suite que, bien qu'ennemis des chrétiens, les musulmans les estiment néanmoins profondément quand ils ne rougissent pas eux-mêmes de leur propre religion et qu'ils la pratiquent ouvertement. Ils n'ont, au contraire, que du mépris pour eux quand ils dissimulent, et, à plus forte raison, quand ils renient leurs croyances et leur foi. »
Il est agrégé de lettres en 1850. En 1852, il est détaché à l'École française d'Athènes. Cette première mission en Grèce lui rend l'Orient attractif et il y retournera souvent, après un court passage dans les facultés de Lyon et Grenoble comme professeur de littérature étrangère. À son retour en France, il rédige sa thèse sur l'île de Rhodes.
C'est ainsi qu'il accomplit de nombreuses explorations dans les îles grecques, en Asie Mineure, en Égypte, en Nubie, en Tunisie, en Syrie, au Liban et surtout en Palestine. Les recherches qui lui sont confiées ont trait principalement à l'histoire, à la géographie et à l'archéologie. Au retour de chacune de ces missions, il publie les résultats dans plusieurs ouvrages. On lui doit notamment une carte de Palestine à la suite de ses visites en 1863 et 1871. Ses études, recherches et travaux sur le Levant les poussent à intégrer le conseil d’administration de L'Œuvre des Écoles d'Orient le 14 janvier 1876 plus connue actuellement sous le nom de L’Œuvre d’Orient pour ne plus le quitter jusqu’à sa mort en 1890.
Tolérant, il est aussi prudent et tentera de convaincre la France qu'« en Orient presque toutes les questions politiques deviennent en même temps des questions religieuses ». On raconte aussi que lors de la conquête de la Tunisie par la France en 1881, les chefs de l'expédition emportèrent les ouvrages de Guérin et déclarèrent qu'ils lui devaient la prise de Kairouan.

## Distinctions
- Chevalier de la Légion d'honneur[6]